# ۱۳ اسفند
۱۳ اسفند سیصد و چهل و نهمین روز سال در گاه‌شماری خورشیدی است. به پایان سال ۱۶ روز (۱۷ روز در سال کبیسه) باقی‌است.

## رویدادها
- ۱۲۳۵ - بین ایران و انگلستان معاهده پاریس بسته شد
- ۱۳۷۵ - سقوط یک فروند هواپیمای فالکن-۲۰ ارتش ایران در اردبیل
- ۱۳۹۲ - حادثه ۱۳ اسفند ۱۳۹۲ فروند داسو فالکون ۲۰ سازمان هواپیمایی کشوری
- ۱۳۹۷ - حادثه ۱۳ اسفند ۱۳۹۷ فروند بالگرد بل ۲۱۴ آجا

## زادروزها
- ۶۷۹ - امیر مبارزالدین محمد، نخستین امیر مظفری در ایران
- ۱۲۸۹ - سید محمود علایی طالقانی، روحانی شیعه، سیاست‌مدار از فعالین نهضت ملی شدن نفت و نهضت مقاومت ملی، از بنیانگذاران جبهه ملی دوم، از بنیانگذاران نهضت آزادی ایران، عضو مجلس خبرگان قانون اساسی و نخستین امام جمعه تهران پس از انقلاب ۱۳۵۷ ایران بود (وفات ۱۹ شهریور ۱۳۵۸)
- ۱۳۱۵ - احمد گلشیری، مترجم
- ۱۳۲۱ - شراگیم یوشیج، ناشر، نویسنده و فرزند نیما یوشیج
- ۱۳۳۱ - نادر رجب‌پور، بازیگر
- ۱۳۳۶ - مجتبی راعی، کارگردان و فیلم‌نامه‌نویس
- ۱۳۳۶ - علاءالدین طباطبایی، زبان‌شناس و مترجم
- ۱۳۳۹ - علی حسن‌پور، از کشته‌شدگان تظاهرات ۲۵ خرداد ۱۳۸۸ معترضان به نتیجه انتخابات ریاست‌جمهوری در ایران
- ۱۳۴۸ - مرجان محتشم، بازیگر
- ۱۳۴۸ - پانته‌آ بهرام، بازیگر
- ۱۳۵۹ - بابک نهرین، طنزپرداز

## درگذشت‌ها
- ۱۳۲۶ - فاطمه سیاح، استاد ادبیات
- ۱۳۹۸ - یاور همدانی، شاعر و پژوهشگر